# Брезова Глава
45°23′ пн. ш. 15°37′ сх. д. / 45.38° пн. ш. 15.61° сх. д.
Брезова Глава (хорв. Brezova Glava) — населений пункт у Хорватії, у Карловацькій жупанії у складі міста Карловаць.

## Населення
Населення за даними перепису 2011 року становило 135 осіб.
Динаміка чисельності населення поселення: